# Mezzogiorno è...
Mezzogiorno è... è stata una trasmissione televisiva italiana della fascia del mezzogiorno, in onda su Rai 2 per tre stagioni, dal 5 ottobre 1987 al 1º giugno 1990, condotta da Gianfranco Funari.
Veniva trasmessa in diretta dagli studi Rai della Fiera di Milano.

## Il programma
Il programma inaugura la fascia meridiana di Rai 2, precedentemente occupata dal monoscopio (Canale 5 aveva iniziato la programmazione in questa fascia con Bis il 5 ottobre 1981 e Il pranzo è servito il 13 settembre 1982, Rai 1 il 3 ottobre 1983 con la trasmissione Pronto, Raffaella?).
Il programma ha avuto molto seguito tanto che, in poco tempo, divenne leader degli ascolti della fascia del mezzogiorno, riuscendo a battere anche i programmi meridiani di Rai 1 e Canale 5, grazie alla sua formula che alterna momenti d'intrattenimento con sketch comici, spazi musicali e giochi telefonici per il pubblico a casa (alcuni dei quali accompagnavano i momenti degli sponsor) a momenti di talk show incentrati su tematiche politiche, d'attualità e di cronaca con la partecipazione diretta di politici e del pubblico in studio ai vari dibattiti, guidati dal conduttore con il suo inconfondibile piglio.
La trasmissione va in onda con grande successo fino al 1º giugno 1990, quando, a causa dell'invito fatto da Funari al segretario del PRI Giorgio La Malfa, personaggio sgradito ai dirigenti del PSI (che all'epoca controllava Rai 2, secondo gli schemi della lottizzazione della Rai in vigore durante la cosiddetta Prima Repubblica), viene repentinamente cancellata e sostituita da un nuovo talk show, destinato anch'esso ad avere molto successo: I fatti vostri di Michele Guardì.
Gianfranco Funari lascia quindi la Rai e passa alla Fininvest, precisamente su Italia 1 dove conduce, nella stagione 1991-92, un programma analogo, Mezzogiorno italiano, in onda sempre nella fascia meridiana, registrando anch'esso buoni risultati.